# 代尔申
代尔申是德国莱茵兰-普法尔茨州的一个市镇。总面积7.10平方公里，总人口1058人，其中男性571人，女性487人（2011年12月31日），人口密度149人/平方公里。